# 투 비 컨티뉴드
《투 비 컨티뉴드》는 2015년 8월 20일부터 2015년 9월 3일까지 MBC EVERY1에서 방영된 드라마이다.

## 등장 인물

### 주요 인물
- 김새론 : 정아린 역
- 여름 : 여름 역
- 차은우 : 차은우 역
- 문빈 : 문빈 역
- MJ : MJ 역
- 라키 : 라키 역
- 진진 : 진진 역
- 윤산하 : 윤산하 역

### 그 외 인물
- 서강준 : 정아린 오빠 역 (특별출연)
- 강한나 : 담임선생님 역 (특별출연)
- 임현성 : 체육선생님 역 (특별출연)
- 이소연 : 기획사실장 역 (특별출연)
- 정겨운 : 택시기사 역 (특별출연)
- 강태오 : 양아치패거리 1 역
- 유일 : 양아치패거리 2 역
- 데이브 : 영어선생님 역 (특별출연)
- 헬로비너스 : 선혁팀 멤버 역 (특별출연)
- 주제오 : 매니저 역
- 추예진 : 예진 역
- 최준영 : 선혁 역
- 이해얼 : 형사 역
- 김도연 (특별출연)
- 최유정 (특별출연)[1] : 여고생 역
- 김수경 : 여고생 역
- 노효정 : 여고생 역